# Antonio Alonzo
Antonio Alonzo (Rio Marina, 21 gennaio 1910 – Bialà, 4 settembre 1937) è stato un militare italiano.
Appartenente alla Milizia Volontaria Sicurezza Nazionale, venne catturato dagli insorti etiopici durante un combattimento. Passato per le armi dietro sua richiesta, fu insignito della medaglia d'oro al valor militare alla memoria.

## Biografia
Nacque a Rio Marina il 21 gennaio 1910; figlio di Domenico e di Anita Boschi. Si arruolò volontario nel Regio Esercito, entrando in servizio presso il 37º Reggimento fanteria dove seguì un corso per Allievi Sottufficiali. Promosso Caporale il 1º febbraio 1928, nell'aprile successivo entrò in forza al 2º Reggimento alpini, dove fu promosso Sergente nel settembre dello stesso anno e Sergente maggiore il 1º novembre 1930.
Congedato nel corso del 1932, tre anni dopo chiese di essere destinato a prestare servizio in Africa Orientale Italiana in vista dello scoppio della guerra con l'Etiopia. Il 23 aprile del 1935 venne arruolato nella Milizia Volontaria Sicurezza Nazionale col grado di Caposquadra, venendo assegnato al I Battaglione della 1ª Divisione CC.NN. "23 marzo" del generale Domenico Siciliani, con la quale sbarcò a Massaua il 2 settembre.
Il 20 gennaio 1936 viene promosso al grado di 1° caposquadra, ed alla smobilitazione della Divisione CC.NN. “23 marzo”, chiese ed ottiene di essere trasferito nei reparti indigeni della Polizia dell'Africa Italiana. Entrò in servizio presso il del XXXIV Battaglione Coloniale con il quale partecipò ad azioni di controguerriglia.
Il 4 settembre 1937 Hailù Chebbedè, un capo locale, attaccò le forze italiane inviate a reprimere la ribellione. Si trattava della colonna Marrazzo, composta da due compagnie del XXXIV battaglione coloniale, partita da Lalibela il 1 settembre. Fatto prigioniero dagli insorti dopo un conflitto a fuoco, viene condannato a morte per impiccagione. Su sua richiesta viene ucciso tramite fucilazione e alla sua memoria gli fu conferita la Medaglia d'oro al valor militare. A lui sono state intitolate vie a Rio Marina e a Follonica.

### Fonti
1. 1 2 3  Gazzetta Ufficiale del Regno d'Italia n.183 del 6 agosto 1940.
2. 1 2 3 4  Bianchi 2012, p. 8.
3. 1 2 3 4  Bianchi 2012, p. 9.
4. 1 2  Umberto Canovaro, Antonio Alonzo, Medaglia d'oro al valor militare, La Piaggia, autunno 2010, pag. 29.
5. ↑  Umberto Canovaro, Antonio Alonzo, Medaglia d'oro al valor militare, La Piaggia, autunno 2010, pag. 30.